# Mato Neretljak
Mato Neretljak (sinh ngày 3 tháng 6 năm 1979) là một cầu thủ bóng đá người Croatia.

## Đội tuyển bóng đá quốc gia
Mato Neretljak thi đấu cho đội tuyển bóng đá quốc gia Croatia từ năm 2001 đến 2006.

## Thống kê sự nghiệp
| Đội tuyển bóng đá Croatia | Đội tuyển bóng đá Croatia | Đội tuyển bóng đá Croatia |
| Năm                       | Trận                      | Bàn                       |
| ------------------------- | ------------------------- | ------------------------- |
| 2001                      | 1                         | 0                         |
| 2002                      | 0                         | 0                         |
| 2003                      | 1                         | 0                         |
| 2004                      | 5                         | 1                         |
| 2005                      | 1                         | 0                         |
| 2006                      | 2                         | 0                         |
| Tổng cộng                 | 10                        | 1                         |